# Атлыоглу, Эрдоган
Эрдога́н Атлыоглу́ (тур. Erdoğan Atlıoğlu; 1929 — 12 сентября 1973) — турецкий футболист, вратарь. Участник летних Олимпийских игр 1948 года.

## Биография
В 1945 году Атлыоглу присоединился к стамбульскому клубу «Галатасарай». Вначале он был дублёром Османа Инджили. В 1949 году Инджили завершил игровую карьеру и Атлыоглу стал основным вратарём «львов». В 1950 году он завершил игровую карьеру.
В составе сборной Турции принимал участие на олимпийском футбольном турнире 1948 года, но на турнире на поле так и не вышел.
Скончался 12 сентября 1973 года.

## Достижения
«Галатасарай»
- Чемпион Стамбульской лиги (1): 1948/49